# پوستا ریبنا
پوستا ریبنا (به چکی: Pustá Rybná) یک منطقهٔ مسکونی در جمهوری چک است که در ناحیه سویتاوی واقع شده‌است. پوستا ریبنا ۱۳٫۹۶ کیلومتر مربع مساحت و ۱۶۷ نفر جمعیت دارد و ۶۰۲ متر بالاتر از سطح دریا واقع شده‌است.